# Thuringwethil
Thuringwethil es un personaje ficticio del legendarium del escritor británico J. R. R. Tolkien, que aparece en su obra El Silmarillion. Thuringwethil fue la mensajera de Sauron en la fortaleza de Tol-in-Gaurhoth durante la Primera Edad.

## Etimología y significado del nombre
El nombre thuringwethil significa ‘mujer de la sombra secreta’ en lengua sindarin. 

## Historia ficticia
Se cuenta en El Silmarillion que volaba a Angband, la gran fortaleza de Morgoth, para llevar las noticias de su señor, con la forma de un terrible vampiro, y sus horripilantes dedos sostenían grandes alas membranosas que terminaban en una garra de hierro.
Lúthien asumió el aspecto del horripilante vampiro mientras Beren asumió la forma de Draugluin, para poder entrar en Angband e intentar recuperar uno de los Silmarils de la Corona de Hierro de Morgoth.